# 秘马鲾
秘马鲾（学名：Equulites absconditus），为鲾科马鲾属下的一个种，模式标本采集自台湾东石渔港。种小名源自拉丁语意为“隐藏、隐匿”，指本种虽然多年来被捕获，但一直被认为是其他物种。